# Johannes Thiel (Maler)

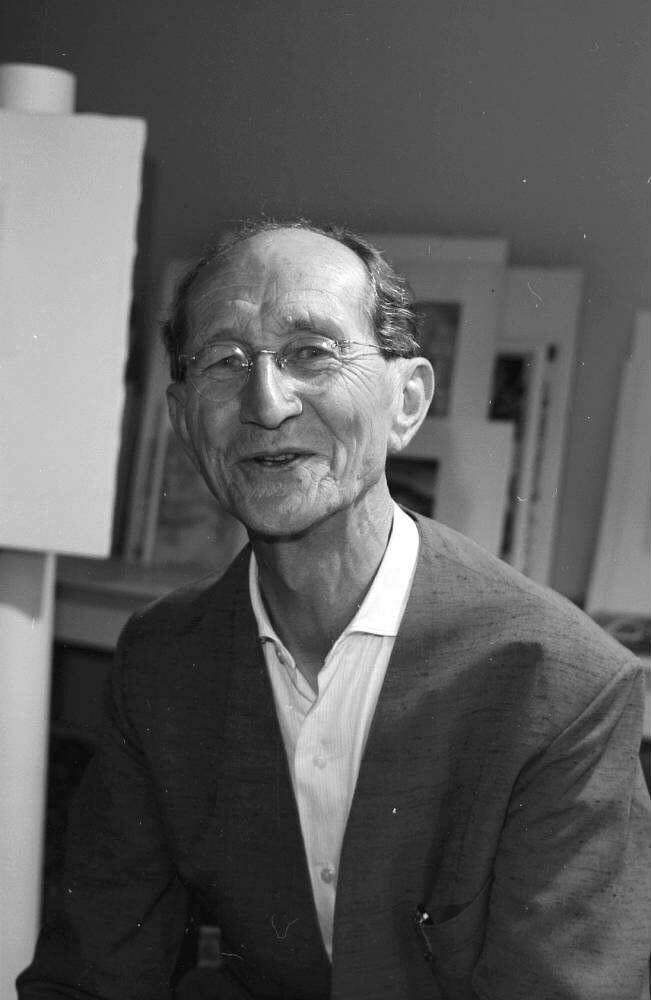
Johannes Thiel (1960)

Johannes Thiel (* 11. September 1889 in Speicher (Eifel); † 31. Juli 1962 in Freiburg im Breisgau) war ein deutscher Grafiker und Maler.

## Leben
Johannes Thiel studierte an den Kunstakademien von München und Stuttgart. Nach schwerer Verwundung als Soldat im Ersten Weltkrieg arbeitete er in Freiburg im Breisgau als Radierer, Maler und Buchillustrator. Eine besondere Bekanntheit erlangte Johannes Thiel als Illustrator bibliophiler Werke und als Radierer (Illustrationen zu Molière, Shakespeare, Cervantes u. a.), ebenso als Autor und Illustrator von Kinderbüchern in den Verlagen Herder und Kösel. Seit den 1930er Jahren lebte er in Kirchzarten im Schwarzwald. In seinen freien Arbeiten widmete er sich bevorzugt dem Aquarell und fertigte vielfältige Auftragsarbeiten für den Herder Verlag.
Thiel war von 1938 bis 1942 jährlich auf der Großen Deutschen Kunstausstellung in München vertreten. 1939 erwarb dort die „Kanzlei des Führers der NSDAP“ seine Zeichnung „Kampffeld“. 1940 erwarb Rudolf Heß zwei Arbeiten, darunter die Gouache-Zeichnung „Kampf auf der Brücke“. Sein 1941 ausgestelltes Bild „Beflaggte Straße“ zeigt eine großstädtische Straße voller Nazi-Flaggen, die beiden 1942 ausgestellten Zeichnungen „Kampf an der Küste“ Kriegshandlungen. Im Zweiten Weltkrieg war Thiel als Kriegsmaler tätig. Nach 1945 folgten Jahre intensiven Arbeitens mit zahlreichen Ausstellungen in ganz Deutschland. 1960 wurde Johannes Thiel mit dem Hans-Thoma-Preis des Landes Baden-Württemberg ausgezeichnet. Thiel starb am 31. Juli 1962 in Freiburg.

## Veröffentlichungen
- Molière: L'Avare. Mit 20 Radierungen, München 1923
- Karlemann und Flederwisch. Herder & Co., Freiburg 1926
- Die tanzende Uhr. Verlag J. Kösel & F. Pustet, München 1928